# Paroecanthus sulcatus
Paroecanthus sulcatus är en insektsart som beskrevs av Henri Saussure 1897. Paroecanthus sulcatus ingår i släktet Paroecanthus och familjen syrsor. Inga underarter finns listade i Catalogue of Life.